# 有馬口出入口
有馬口出入口（ありまぐちでいりぐち）は、兵庫県神戸市北区の阪神高速道路7号北神戸線の出入口。伊川谷方面のみ接続するハーフICである。
2025年（令和7年）6月17日より入口料金所がETC専用になっている。

## 道路
- 阪神高速7号北神戸線(7-12)

## 料金所

### 有馬口料金所
- ブース数：2
  - ETC専用：1
  - サポート：1

## 接続する道路
- 兵庫県道51号宝塚唐櫃線

## 周辺
- 神戸電鉄有馬線有馬口駅、有馬温泉駅
- 有馬温泉

## 隣
阪神高速7号北神戸線
(7-11)からと東出入口 - 有馬口JCT - (7-12)有馬口出入口 - (7-13,7-14)西宮山口南出入口